# Crêpe Suzette

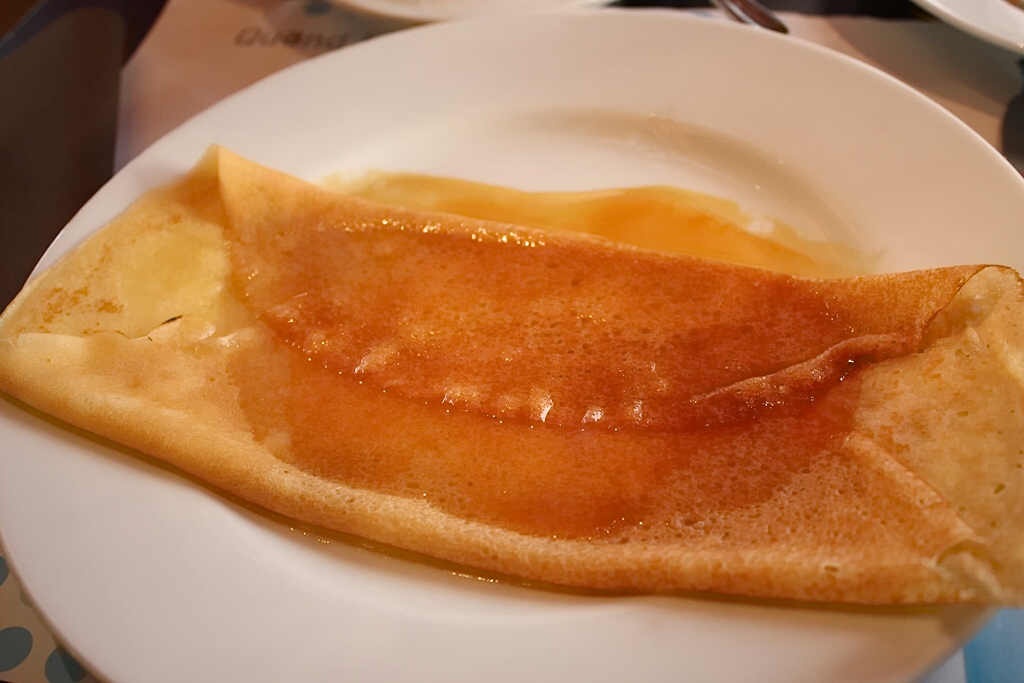
Crêpe Suzette original servida en una brasserie de París.

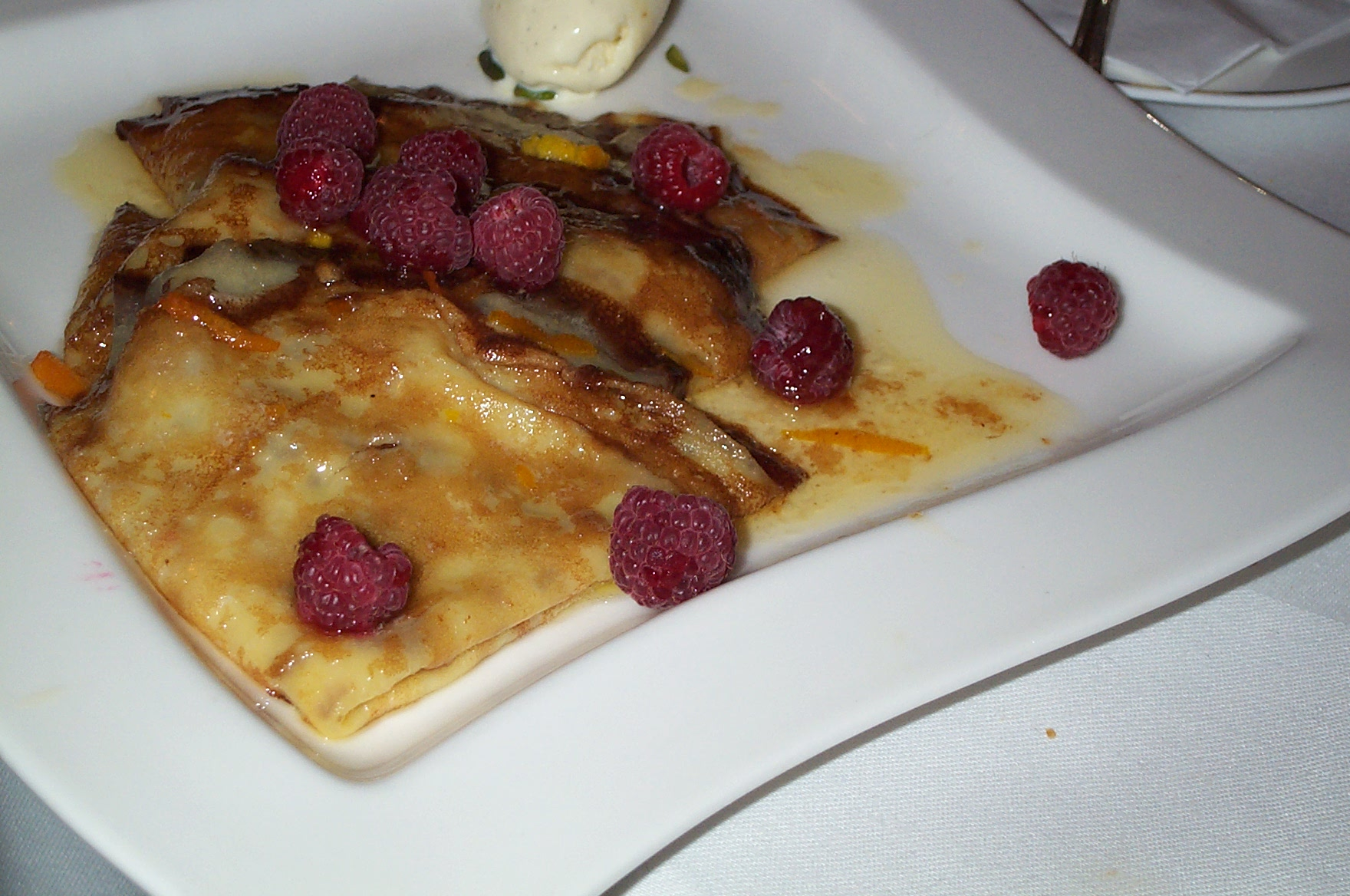
Crêpe Suzette con frambuesas.

La crêpe Suzette es una crêpe dulce, rellena con "beurre Suzette" (mantequilla Suzette), una mezcla de mantequilla, azúcar, zumo exprimido de mandarina o naranja, y triple sec de naranja. Puede ser flambeada con brandy.

## Características
La característica distintiva de las crêpes Suzette es el beurre Suzette, con el que se rellenan las crêpes antes de doblarlas en triángulos. Este relleno consiste en mantequilla que ha sido ablandada hasta que tenga la consistencia de una pomada. Se bate con azúcar y zumo, bien de naranja o de mandarina, y Grand Marnier o Cointreau. Las finas tiras de piel de naranja sirven para decorar o se pueden añadir a la mantequilla. En el momento de servirlas se pasan por una sartén a fuego suave o un par de minutos en el horno, y se sirven en seguida, calientes.
El flameado habría sido una invención posterior del chef Henry Charpentier, probablemente a raíz de un accidente, y este chef dio así a conocer las crêpes Suzette flameadas, generalmente con brandy.

## Origen
Aunque a ciencia cierta es originaria de Francia, sobre su creación se ha discutido mucho, aunque la tendencia generalizada es admitir que fue un hecho accidental o casual; las referencias más conocidas sugieren que era uno de los platos preferidos del rey Eduardo VII, pero esto se infiere debido a la supuesta vinculación que tuvo en su creación.

## Historia
La historia más difundida sobre el origen de la crêpe suzette cuenta que el Príncipe de Gales, frecuentemente pasaba el invierno en la Costa Azul francesa, en Montecarlo, y un día en compañía de un grupo de personas fueron a comer. Mientras el maître preparaba las crêpes para el postre, se derramó e incendió por descuido el licor de mandarina que había cerca. El asustado maître probó el resultado y tenía buen sabor, por lo que animosamente, las sirvió dobladas dos veces y las presentó como nueva creación; el Príncipe de Gales quedó entusiasmado y aunque el maître las bautizó como "Crêpe Princesse", el príncipe decidió que se llamaran en honor de la niña de uno de los acompañantes, cuyo nombre supuestamente era Suzette.
Esta historia es la más difundida y aceptada sobre el origen de la crêpe Suzette, aunque sólo aclara el origen del flameado. La discrepancia radica en quién fue el maître que se equivocó y dio origen a tan famoso plato. El chef del multimillonario Rockefeller en los Estados Unidos, Henri Charpentier, se atribuyó ser el maître que se equivocó y creó accidentalmente la crêpe Suzette en 1896; esto ha sido refutado por muchos, inclusive la respetable publicación "Larousse Gastronomique" da serias dudas a la autoría de Charpentier, alegando que para esa fecha Charpentier no tenía la edad suficiente (en aquella época tendría 16 años) como para ser el jefe de la brigada de mesoneros que sirvió al príncipe, lo que sí es un hecho cierto fue que él introdujo en los Estados Unidos la moda por la crêpe Suzette.
Es increíblemente notable que Charpentier defiende su autoría de la crêpe Suzette ya desde la primera página de su libro "Life à La Henri - Being The Memories of Henri Charpentier" publicado originalmente en 1934 por Simon & Schuster, Inc. y republicado en 2001 por The Modern Library, él dice allí que desde los 10 años trabajaba en el Hotel Cap Martin, lugar aparentemente preferido por la nobleza europea "más que sus palacios", según palabras de Charpentier (p. 3, ibid.).
No es prudente afirmar que Charpentier tiene la paternidad de la crêpe Suzette solo porque él lo haya dicho, y aunque nadie lo haya desmentido, hay razones que aportan peso contra la tesis de Charpentier, algunas de ellas son:
- Siendo un aprendiz de cocina de apenas 16 años, no se le habría permitido aderezar un plato ni servirlo a la mesa del príncipe.
- La anécdota no aclara el invento de la receta, solo del flameado que aparentemente es una variante posterior de la receta original. Como las crêpes Suzette tradicionalmente no se flameaban en Francia, es muy probable que Charpentier solo le añadiera este último detalle cuando divulgó la receta en los Estados Unidos.
- Auguste Escoffier es el primero en referirse a la receta en sus libros (pero tampoco se le atribuye la creación con certeza) y no hace mención de su creador, él usaba jugo de mandarina y Curaçao para aderezar la mezcla de crêpe y mantequilla derretida y azúcar (a la que se agrega la cáscara de mandarina).
- Léon Daudet, en París vécu (1929), habla de las crêpes llamadas Suzette que alrededor de 1898 era una de las especialidades del Restaurante Maire (famoso por su homard Thermidor (langosta Thermidor), sus oeufs Toupinel (huevos a la Toupinel) y su entrecôte bordelaise (entrecot con salsa bordelesa)), la diferencia es que eran hechas con mermelada y perfumadas con aguardiente "Lo que las mejoraba grandemente” (p. 1039, Larousse Gastronomique, en inglés, 1988).
- Otra opción atribuye el origen del nombre del postre al señor Joseph, cocinero del restaurante parisino Le Marivaux. En 1897, el restaurante suministraba diariamente unas crêpes a la Comédie-Française para una función en la que actuaba la famosa actriz Suzanne Reichenberg. La nueva receta de crêpes habría sido nombrada en su honor, dado que Suzette es el diminutivo popular de Suzanne.

Otro agravante sería que no existe ninguna confirmación o desmentido por parte del rey Eduardo VII.
Hay pocas pruebas para refutar o no el testimonio del chef Charpentier y mientras no se aporten más claves, la pregunta sobre el origen de las crêpes Suzette no será aclarada.